# Space (banda)
Space é uma banda francesa.
O principal compositor da banda é Didier Marouani.
O single "Magic Fly" foi um grande sucesso atingindo o nº 1 em países como Alemanha e Suiça e o nº 2 em Inglaterra. O álbum com o mesmo nome chegou a 11º lugar em Londres.
Em 1977 lançaram o álbum "Deliverance" que teve bastante sucesso em Portugal.

## Discografia
- Magic Fly, 1977
- 'Deliverance, 1977
- Just Blue, 1978
- Deeper Zone, 1980
- Best of, 1998
- Paris France Transit, 1982
- Paris France Transit Live, 1983
- Space Opera, 1987
- Space Magic Concert, 1996
- Symphonic Space Dream, 2002
- From Earth to Mars, 2011